# Manaies
Els armats, manaies (a Girona) o manages (a Verges) són els soldats romans que, tradicionalment, desfilen per Setmana Santa. En alguns indrets (Badalona, Besalú) també s'anomenen estaferms, i a Esterri d'Àneu són anomenats "jueus".

## Característiques generals

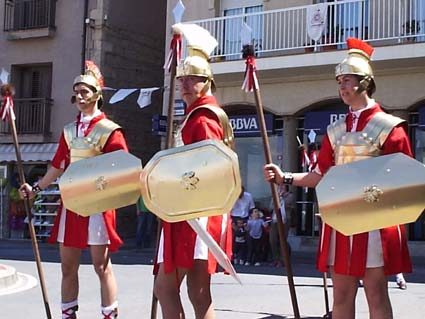
Equipament típic dels manaies.

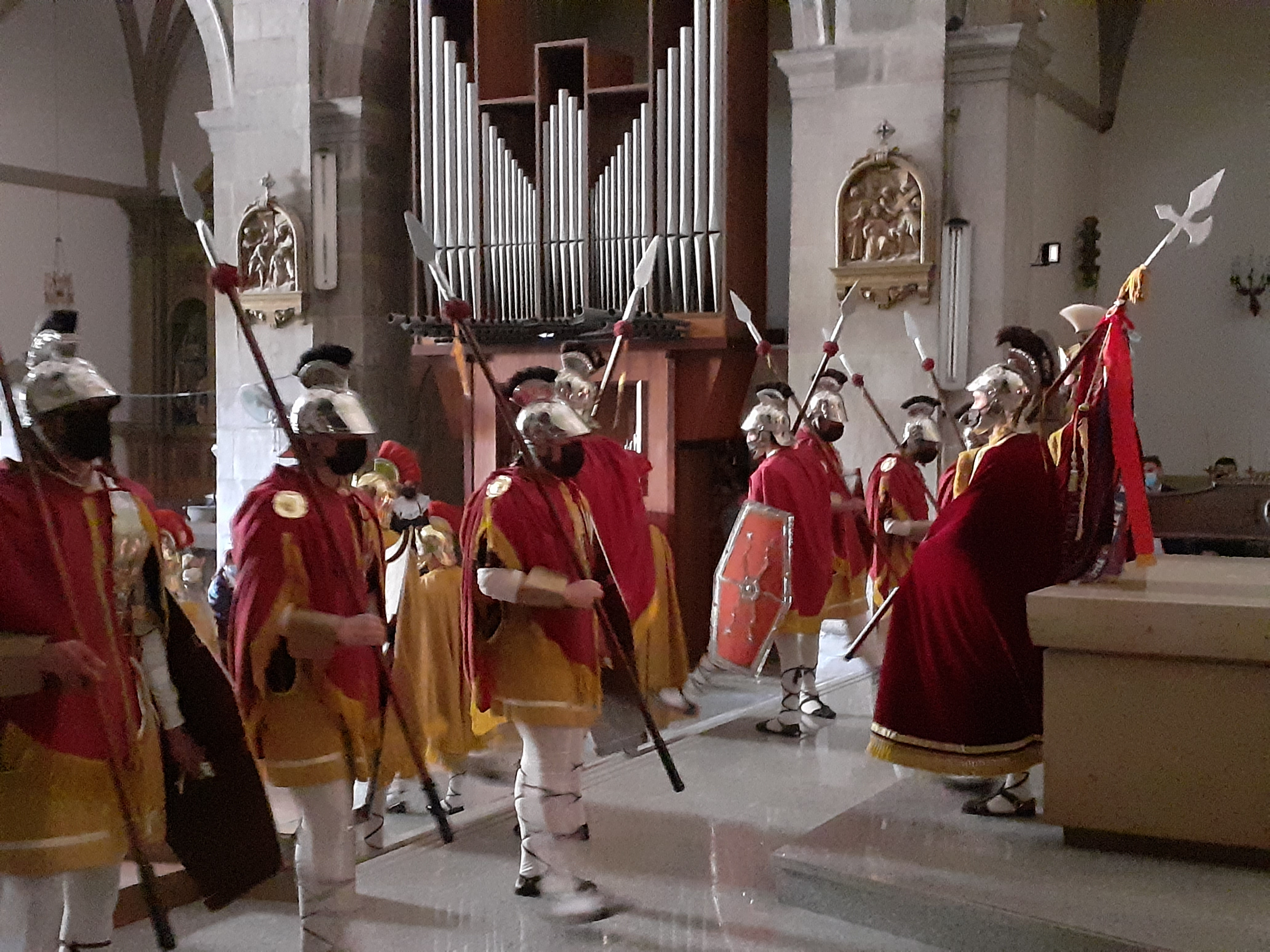
Armats durant la representació de les Set Paraules a Riudoms

Qualsevol grup d'armats o manaies se sol compondre de dues seccions bàsiques, els soldats amb llança i una banda de percussió, tot i que els grups més nombrosos han arribat a incorporar bandes de vent o fins i tot soldats a cavall. A més a més però, els diferents grups consten d'un capità -sovint anomenat centurió o capità manaies que pot ésser acompanyat o no d'una guàrdia personal- i d'un o més estendards que poden prendre la forma d'estendard de tela o del clàssic signi romà. En aquests estendards, és tradicional penjar unes cintes commemoratives de les diferents trobades d'armats i manaies que s'organitzen arreu del país.
En un principi les desfilades i exhibicions es realitzaven a l'interior dels temples i, amb el Concili de Trento (1.545 -1.563), es traslladen a l'exterior per omplir els carrers i així estar més a prop de la gent del poble.
En l'època contemporània, a partir de 1940, un grup de joves, van fer renéixer els manaies. A partir de l'octubre del 1942 ja van constituir la Pia Unió de Jesús Crucificat i, posteriorment, el 1947, es va fundar l'actual entitat, que ha arribat fins als nostres dies.
Tradicionalment aquestes figures han estat representades per homes. No ha estat fins ben avançat el segle XXI que les diverses confraries han modificat els estatuts perquè les dones puguin desfilar com a manaies en les respectives celebracionsː Blanes al 2018, Girona i Banyoles al 2019.
Es poden destacar les diferents formes com alguns grups piquen la llança a terra -sempre al ritme de la percussió- mentre caminen al pas així com les diferents exhibicions de maniobres de la tropa, anomenades figures o quadres, en què es destaca la perfecta sincronia de tots els components. Un bon exemple de figura o quadre és la de l'estrella, molt comuna per tot arreu de Catalunya.
També caldria esmentar, en el terreny de la banda, el fet que tot grup d'armats consta de dues marxes per desfilar, la lenta -la més típica de Setmana Santa- i la ràpida -que té uns aires més militars-

## Orígens de la tradició
L'origen d'aquesta tradició és llegendària. Segons s'explica, Ponç Pilat envià una guarnició de legionaris la mateixa nit de la mort de Jesús per comprovar si, tal com el Messies havia dit, ressuscitava o no. Aquest fet, posteriorment voldria ser recreat amb les desfilades d'uns homes vestits de soldats romans, els armats.

## Origen del terme
Una de les incògnites que actualment encara està per resoldre és la qüestió d'on prové el nom "manaies". Si bé el nom "armats" té un origen clar, el de "manaies" s'explica mitjançant dues teories:
- El nom prové d'una suposada antiga arma -semblant a una destral- que tindria aquest mateix nom i que la població antigament havia usat per guarnir els soldats romans de Setmana Santa
- El nom prové de l'antic capità dels armats de Barcelona Joan Menaies, que es feu anecdòticament famós després de ser apallissat per ordres d'un antic rei espanyol que, en ser rebut per un grup de falsos soldats romans vestits amb parracs, cregué haver estat burlat.

La segona teoria és incapaç d'explicar per què el nom de manaies només s'hauria donat a la província de Girona; nogensmenys, aquesta dona una explicació lògica a perquè alguns grups que s'autodenominen armats anomenen al seu capità "Capità Manaies", com és el cas dels armats de Reus.

## Vestuari
Tots els vestits dels armats tenen uns denominadors comuns com són el casc, la cuirassa, les capes, les sandàlies. Ara bé, el que distingeix uns armats d'altres són el material del que estan fets i els colors. A Girona, les tres optiades o colles de manaies que hi ha, es distingeixen entre si per un fulard de color vermell, verd o blanc.
Tot això va acompanyat d'uns colors predominants als vestits dels manaies com són el groc i el vermell. Un altre fet comú és la distinció dels càrrecs, sobretot mitjançant el casc. Per exemple, el Capità Manaies de Tarragona porta el plomell de color blanc, mentre que els armats el porten de color vermell. També la capa, on tothom la du de color vermell menys els que toquen la trompeta i el tabal que és blanca.

## Els manípuls de Catalunya
Els diferents grups de manaies s'acostumen a denominar manípuls fent referència a una divisió de tropes en què s'organitzaven les antigues legions romanes.
Actualment, els manípuls més destacables de manaies són els de Banyoles (135 components) i Girona (120 components), tot i que també són molt destacables els de Manresa i Mataró entre d'altres, ambdós amb al voltant d'un centenar de components.